# Indiegogo
Indiegogo es un sitio web de micromecenazgo para proyectos creativos, fundado en 2008 en San Francisco (Estados Unidos). La plataforma permite donar dinero a proyectos, empresas y organizaciones sin ánimo de lucro por un tiempo limitado. En función de la cantidad aportada, el donante puede recibir a cambio una recompensa del impulsor.
El portal está enfocado a inventores y empresarios con un proyecto en fase inicial. Indiegogo permite dos tipos de contribución: un pago que solo se cobra si se alcanza el objetivo, o bien un pago que se recauda independientemente del resultado final. En ambos casos el presupuesto mínimo es de 500 dólares, si bien cada persona puede donar lo que desee. La plataforma se queda a cambio con un 5% sobre cada pago realizado, más un cargo del 3% por procesamiento de la tarjeta de crédito. Los impulsores de proyectos no pueden pausar, retirar ni suspender las campañas una vez se han publicado.
Los términos de uso restringen el tipo de campaña que se puede promocionar y la entrega de recompensas. En ningún caso se acepta que el donante adquiera acciones de la empresa impulsora o cualquier otro incentivo financiero. Además, está prohibido ofrecer alcohol, drogas, armas, munición, y cualquier tipo de apuesta.
Desde su creación, Indiegogo ha impulsado más de 690 000 campañas —con una media diaria de 7000 proyectos activos— y cerca de 11 000 000 de personas han contribuido al menos en alguna ocasión, con más de 1000 millones de dólares recaudados en total.